# Czibulka Alfonz
Czibulka Alfonz Wolfgang (németül Alfons Czibulka; Szepesváralja, 1842. május 14. – Bécs, 1894. október 27.) magyar zongoraművész, zeneszerző, császári és királyi katonakarmester.
Odesszában, Innsbruckban, a bécsi Carl-Theaternél, majd Linzben, és a Pesti Városi Német Színháznál volt alkalmazásban. Több osztrák-magyar gyalogezred zenekarának karmestereként is szolgált. Egyik legnagyobb sikere volt, hogy a brüsszeli katonai zenekarversenyen első díjat nyert és ezért megkapta az uralkodótól a koronás arany érdemkeresztet.
Zeneszerzőként 400 körüli művet komponált, köztük számos kedvelt tánc és zeneművet is. Jelentősebb operettjei A Pünkösd Firenzében (1884) és A szerencselovag (1889). Több filmes feldolgozásban szereplő filmzene a Szívek és virágok című dal, mely az ő művének adoptálásával készült. Névadója a tehetséges zenével foglalkozó egyetemisták számára kiírt pályázati lehetőségnek a Czibulka-díjnak, melyet a Czibulka-alapítvány (Czibulka-Stiftung) ítél oda a rászoruló pályázóknak.

## Élete
Szepes vármegyében Szepesváralján született 1842, május 14-én. Apja Czibulka Roman vármegyei főorvos, anyja Kolbay Mária. Római katolikusnak keresztelték meg, de később áttért az evangélikus vallásra. Apja családja Morvaországból származott, míg anyja köztiszteletben álló felvidéki család tagja volt, rokonsági körébe tartozott például a Kassai Királyi Jogakadémián statisztikát és bányajogot tanító bölcseleti, jogi doktor és jogtanár Kolbay Mátyás. Családja műveltségének és szülei kiváló zenei érzékének volt köszönhető, hogy hamar felismerték kimagasló zenei tehetségét és az ő támogatásukkal fiatal korától a zenével foglalkozhatott. Zenetanára volt a neves pozsonyi zenész Frajmann Károly. A tehetséges zongoraművész ifjúnak 15 évesen dél-oroszországi turnét szerveztek, ahol zongorajátékokat és koncerteket adott elő. A jól sikerült bemutatkozás eredményeként zeneigazgató lett Odesszában a francia Operában  és Innsbruckban a Nemzeti Színházban (Tiroler Landestheater ). 1865-ben Franz von Suppé mellett a második karmester a bécsi Carl-Theaterben .
Férfikorba lépve katonának állt és több osztrák-magyar ezred zenekarában karmesterként szolgált. 1866 és 1869 között a Bolzanóban diszlokáló császári és királyi 17. gyalogezred zenekarának vezetője. 1869 és 1870 között a Magyar Királyság területén állomásozó császári és királyi 23. gyalogezredben szolgált. 1871-ig Krakkóban a császári és királyi 20. gyalogezrednél volt karmester.
Sikeres katona-karmesteri és zeneszerzői évei Prágához is kötik, miután 1872-ben a császári és királyi 25. gyalogezredhez helyezték át. Itt szolgált 1880-ig és ebben az évben itt volt a premierje Stefánia belga királyi hercegnő tiszteletére ajánlott Stefánia-gavott Op. 312 művének. A 19 század egyik legnépszerűbb szalonzenei alkotásnak az adott aktualitást, hogy Rudolf főherceg 1880. március 5-én Brüsszelbe utazott és pár nappal megismerkedésük után jelentette be, hogy eljegyzi Stefánia hercegnőt. 2018-ban Riccardo Muti vezénylete mellett a Bécsi Filharmonikus Zenekar újévi koncertjén is előadták ezt a művét.
Ugyanebben az évben 1880-ban az Osztrák–Magyar Monarchia képviseletében Czibulka karmesteri vezénylete mellett katonai zenekarát nevezték a Brüsszelben rendezett nemzetközi katonazenekari versenyre (Internationalen Musikkapellenkonkurrenz), ahol az első helyezést értek el. Az uralkodó munkássága elismeréseként a koronás arany érdemkereszttel tüntette ki. 1880 és 1883 között Triesztben a császári és királyi 44. gyalogezred karmestere volt. 1884-ben Bécsben mutatták be Pünkösd Firenzében című első operettjét, ami azután nagy sikert aratott Firenzében is, de Európa szerte több helyen adták elő és angolra is lefordította Louis Charles Elson. Korabeli magyar nyelvhasználatban „Pünkösd Flórencz"-ben volt az operett címe.
1883–1884 között a Bécsben állomásozó császári és királyi 31. gyalogezred karmestereként nagyra becsült zeneszerzői esteket tartott. 1889-ben a hamburgi „Concerthauses Flora“ zenei igazgatója volt. 1891–94 között visszatért a katonai pályára és újra katonakarmester lett Bécsben. Karmesterként több olyan nagyszabású koncert résztvevője, melyeket az 1873-as bécsi világkiállításra épített Rotundában tartottak. 1894. október 27-én hunyt el Bécsben és a Zentralfriedhofban a 42-es parcellában helyezték örök nyugalomra.

## Emlékezete

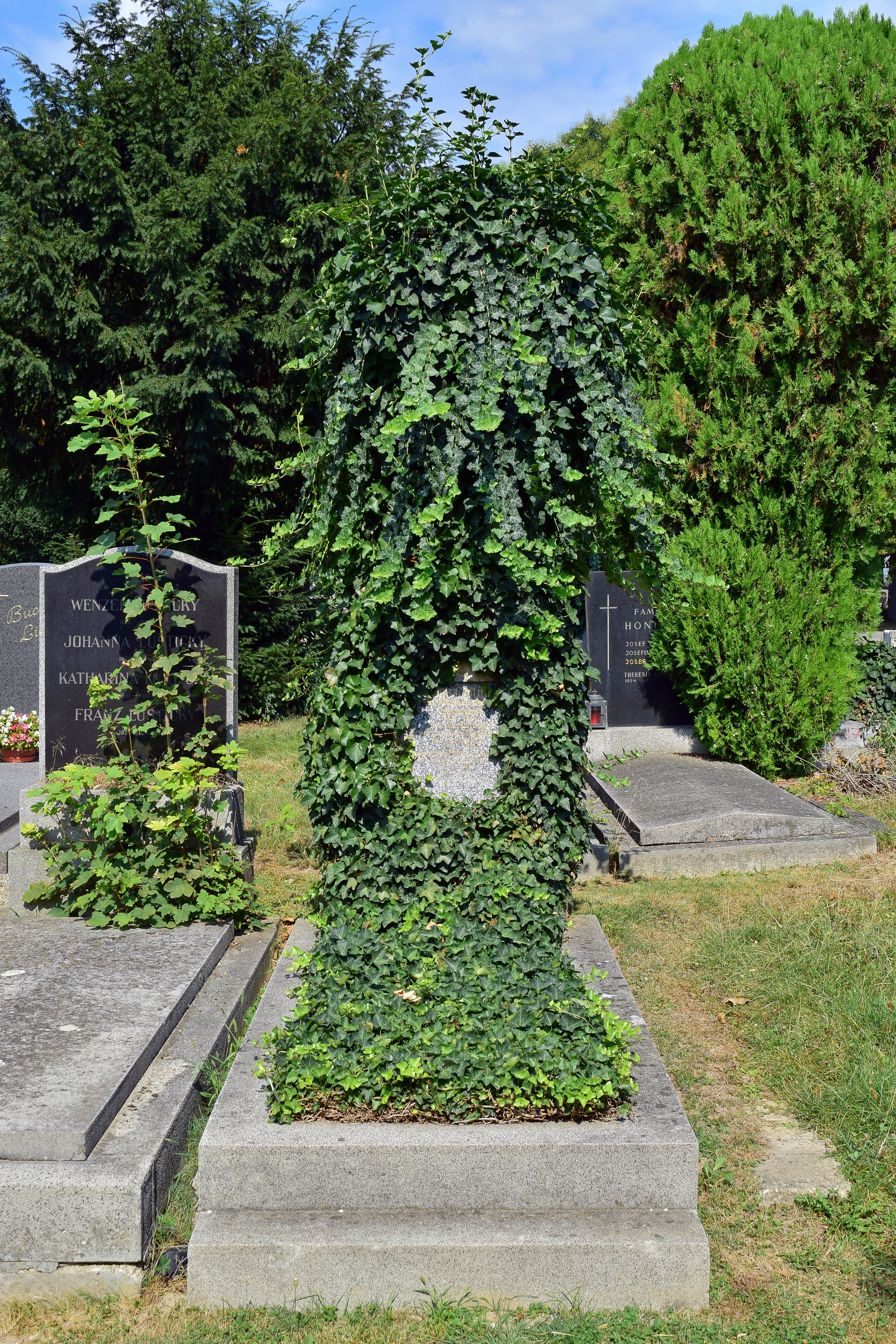
Bécs központi temetőjében található sírja

"Wintermärchen" Waltzes Op. 366 (1891) művét használta fel Theodore Moses Tobani amerikai zeneszerző az 1893-ban kiadott Szívek és virágok című dalához. 1938-ban Bécs 11. kerületében utcát nevezték el róla (Czibulkagasse). 2000-ben német nyelven adták ki a Wiener Stadt- und Landesbibliothek kiadó gondozásában Friedrich Anzenberger könyvét: Alfons Czibulka (1842–1894) : Militärkapellmeister und Komponist címmel. A Bécsi Zene- és Előadóművészeti Egyetemen tehetséges zenével foglalkozó egyetemisták számára hozták létre a Czibulka-díjat, ami a róla elnevezett Czibulka-alapítvány (Czibulka-Stiftung) ítél oda a rászoruló pályázóknak. Bécs központi temetőjében található nyughelye az osztrák főváros tiszteletbeli sírja.

## Főbb művei
Czibulka zeneszerzőként 400 körüli művet tudhat magáénak. Zeneszerzéseinek java része bécsi stílusú tánczene és induló. Jelentős operettjei A Pünkösd Firenzében (1884), melynek magyarországi ősbemutatója 1888. május 5-én a Budai Színkörben, valamint A szerencselovag (1889), melyet szintén a Színkörben adtak elő 1890. június 23-án. Műveinek java részét a Bécsi Városi Könyvtár (Wienbibliothek im Rathaus ) zenei gyűjteménye őrzi.
- Stefánia-gavott Op. 312. (1880)[7]
- Pünkösd Firenzében operett (1884),[10]
- A szerencselovag operett (1889),
- "Wintermärchen" Waltzes Op. 366 (1891)[23]
- An Dich!, Walzer-Serenade op. 390 (1894)[24]